# قائمة زملاء الجمعية الملكية المنتخبين في 1950
هذه الصفحة تعرض قائمة زملاء الجمعية الملكية المُنتخبين لعام 1950.

## الزملاء
- Leslie Fleetwood Bates [الإنجليزية]‏
- ديفيد فوربس مارتين
- Allen Shenstone [الإنجليزية]‏
- Maurice Stacey [الإنجليزية]‏
- Thomas Bennet-Clark [الإنجليزية]‏
- سكوت ماكدونالد كوكستر
- Leslie Comrie [الإنجليزية]‏
- ريتشارد سينج
- Boris Babkin [الإنجليزية]‏
- سيسيل هور
- Leslie Howarth [الإنجليزية]‏
- Leslie Reginald Cox [الإنجليزية]‏
- Henry Edward Shortt [الإنجليزية]‏
- Brebis Bleaney [الإنجليزية]‏
- جي. إتش كونينغهام
- Charles Coulson [الإنجليزية]‏

## الأعضاء الأجانب
- والتر سيدني آدمز
- إنريكو فيرمي
- كارل كوري